# ولادیمیر کرافتسوف
ولادیمیر کرافتسوف (روسی: Владимир Николаевич Кравцов؛ ۱۹ اکتبر ۱۹۴۹ – ۴ دسامبر ۱۹۹۹) بازیکن هندبال اهل شوروی بود.